# Dont Look Back (1967)
Dont Look Back is een Amerikaanse documentaire uit 1967, waarin Bob Dylans concerttour door het Verenigd Koninkrijk uit 1965 wordt gevolgd.
De film werd in 1998 toegevoegd aan het National Film Registry.

## Inhoud
In de film spelen Joan Baez, Donovan en Alan Price (die net The Animals had verlaten), Dylans manager Albert Grossman en zijn tourneemanager Bob Neuwirth mee. Marianne Faithfull, John Mayall, Ginger Baker, en Allen Ginsberg zijn zichtbaar op de achtergrond.
De film begint met een zwart-witbeeld van de jonge Dylan, die kartonnen platen vasthoudt met daarop woorden uit de tekst van Subterranean Homesick Blues, dat op de achtergrond te horen is. Hij ziet er overtuigd maar arrogant uit.
Bekende scènes zijn:
- Dylans bespotting van het tijdschrift Time, en met name correspondent Horace Freeland Judson.
- Dylan die Alan Price' optreden tijdens "Little Things" verstoort om hem te vragen waarom hij The Animals heeft verlaten.
- Dylan en Baez die samen nummers van Hank Williams zingen in een hotelkamer.
- Dylans filosofisch gesprek met een student.
- Grossman in onderhandeling met Tito Burns.
- Dylan die het lied Only a Pawn in Their Game zingt op 6 juli 1963 (gefilmd door Ed Emshwiller)[1].
- Een selectie van nummers uit Dylans Royal Albert Hall-optreden.

## Rolverdeling

### Vermeld
- Bob Dylan
- Albert Grossman
- Bob Neuwirth
- Joan Baez
- Alan Price
- Tito Burns
- Donovan
- Derroll Adams

### Niet vermeld
- Howard Alk
- Jones Alk
- Chris Ellis
- Terry Ellis
- Marianne Faithfull
- Allen Ginsberg
- John Mayall
- Brian Pendleton

## Achtergrond

### Titel
De originele titel van de film is Dont Look Back (zonder apostrof in het eerste woord). D.A. Pennebaker, de schrijver en regisseur van de film, gaf de titel expres zo weer om de taal simpeler te maken. Veel mensen gingen er echter van uit dat het een typefout betrof, waardoor in andere bronnen de titel wel als Don't Look Back (met apostrof) wordt weergegeven.

### Openingsscène
De openingsscène is een van de bekendste momenten uit de film. Deze scène is vaak nagespeeld in reclames, films en televisieprogramma's (bijvoorbeeld in de film Bob Roberts en in Weird Al Yankovics muziekvideo Bob). De openingsscène is door Dylan zelf ook gebruikt in de videoclip van zijn lied "Subterranean Homesick Blues".

### Invloed
- De zin "Give the anarchist a cigarette", die door Dylan wordt uitgesproken nadat hij te horen krijgt dat verschillende kranten hem uitmaken voor anarchist, is nadien in veel media overgenomen.
- De film is meerdere malen geparodieerd op Royal Canadian Air Farce.
- De band Belle & Sebastian refereert aan de film in hun lied "Like Dylan in the Movies".